# دون كوك
دون كوك (بالإنجليزية: Don Cook)‏ هو منتج أسطوانات وكاتب أغاني أمريكي، ولد في 25 مايو 1949 في سان أنطونيو في الولايات المتحدة.

## وصلات خارجية
- دون كوك على موقع IMDb (الإنجليزية)
- دون كوك على موقع ميوزك برينز (الإنجليزية)
- دون كوك على موقع أول ميوزيك (الإنجليزية)
- دون كوك على موقع ديسكوغز (الإنجليزية)